# Kristjan Arh Česen
Kristjan Arh Česen, slovenski nogometaš, * 17. julij 1997, Kranj.
Arh Česen je profesionalni nogometaš, ki igra na položaju branilca. Od leta 2023 je član nemškega kluba Kickers Offenbach. Ped tem je igral za slovenski Triglav Kranj, za katerega je v prvi slovenski ligi odigral 63 tekem in dosegel dva gola, v drugi slovenski ligi pa 20 tekem in dva gola, ter nemški VfR Aalen. V letih 2017 in 2018 je odigral pet tekem za slovensko reprezentanco do 21 let.